# Mariusz Dulęba
Mariusz Dulęba (* 8. Februar 1975 in Bytom) ist ein ehemaliger polnischer Eishockeyspieler und heutiger Trainer, der seit 2015 als Co-Trainer beim Ks Cracovia in der Ekstraliga unter Vertrag steht.  

## Karriere
Mariusz Dulęba begann seine Karriere als Eishockeyspieler in seiner Heimatstadt in der Nachwuchsabteilung von Polonia Bytom, für dessen Profimannschaft er von 1997 bis 2001 in der Ekstraliga, der höchsten polnischen Spielklasse, aktiv war. Im Laufe der Saison 2001/02 wechselte der Verteidiger innerhalb der Ekstraliga zu Aksam Unia Oświęcim, mit dem er am Ende der Spielzeit erstmals Polnischer Meister wurde. Diesen Erfolg konnte er 2003 und 2004 mit seiner Mannschaft wiederholen. Zur Saison 2005/06 schloss er sich KS Cracovia an, mit dem er in den Jahren 2006, 2008, 2009 und 2011 ebenfalls den polnischen Meistertitel gewann. 

### International
Für Polen nahm Dulęba im Juniorenbereich an den U18-Junioren-Europameisterschaften 1992 und 1993 sowie der U20-Junioren-B-Weltmeisterschaft 1993 teil. Im Seniorenbereich stand er im Aufgebot seines Landes bei der Weltmeisterschaft 2002 sowie bei den Weltmeisterschaften der Division I 2005, 2006 und 2007. 

### Trainerlaufbahn
Seit 2015 ist Dulęba  Co-Trainer des KS Cracovia und gewann mit dem Klub 2016 sowohl den polnischen Meistertitel als auch den nationalen Pokalwettbewerb.

## Erfolge und Auszeichnungen
| - 2002 Polnischer Meister mit Aksam Unia Oświęcim - 2003 Polnischer Meister mit Aksam Unia Oświęcim - 2004 Polnischer Meister mit Aksam Unia Oświęcim - 2006 Polnischer Meister mit KS Cracovia | - 2008 Polnischer Meister mit KS Cracovia - 2009 Polnischer Meister mit KS Cracovia - 2011 Polnischer Meister mit KS Cracovia - 2016 Polnischer Meister und Pokalsieger mit dem KS Cracovia |